# Юматила (град, Орегон)
Юматила (на английски: Umatilla) е град в окръг Юматила, щата Орегон, САЩ. Юматила е с население от 6385 жители (2006) и обща площ от 9,7 km². Намира се на 90,2 m надморска височина. ЗИП кодът му е 97882, а телефонният му код е 541.